# Cóc mày pù hoạt
Cóc mày pù hoạt hay ếch lá pù hoạt (danh pháp: Leptolalax puhoatensis) là một loài ếch trong họ Megophryidae được tìm thấy trong khu Bảo tồn Thiên nhiên Pù Hoạt, tỉnh Nghệ An, Việt Nam, công bố trên tạp chí Zootaxa số 4273 ngày 1/6/2017. Nó là loài đặc hữu của Việt Nam.

## Phát hiện và đặt tên
Việc phát hiện và đặt tên loài mới đã nâng tổng số loài thuộc chi cóc mày Leptolalax lên 52 loài.

## Mô tả
Cóc mày pù hoạt có kích thước tương đối nhỏ: con đực dài 24.2–28.1 mm, con cái dài 27.3–31.5 mm. Da lưng sần sùi, màu nâu nhạt, bên sườn có nhiều đốm đen.